# Square Up
Square Up (estilizado como SQUARE UP), es el primer EP coreano (segundo en general) de la girlband Blackpink. Fue lanzado el 15 de junio de 2018 por YG Entertainment. Está disponible en dos versiones y contiene cuatro canciones, incluyendo el sencillo «Ddu-Du Ddu-Du». Square Up, que significa «estar juntos» para «prepararse y luchar», tiene un mensaje de «vamos a enfrentar el desafío», explorando un concepto maduro.

## Antecedentes y lanzamiento
El 24 de abril de 2018, el CEO de YG Entertainment, explicó mediante redes sociales que para finales de este año, Blackpink retornaría con nueva música. Y el 17 de mayo, reveló que el lanzamiento del nuevo material sería en el mes de junio cuando un fanático le preguntó sobre el regreso del grupo. No fue hasta el 25 de mayo cuando confirmó la fecha del lanzamiento la cual sería el 15 de junio.
El 1 de junio, se liberó el póster del disco, seguido por la lista de canciones el 5 de junio y el póster de las integrantes simultáneamente, con audios cortos de las canciones «Ddu-Du Ddu-Du» y «Forever Young». Posteriormente, del 12 de junio al 14 de junio fueron lanzados imágenes teasers del álbum.
El 13 de junio, YG Entertainment anunció que el grupo realizaría una cuenta regresiva especial en vivo en la aplicación V de Naver a las 17h KST el 15 de junio. Al día siguiente, un teaser del videoclip de «Ddu-Du Ddu-Du» fue lanzado en el canal oficial de Blackpink en YouTube y en el canal oficial del grupo en V Live. Se ha anunciado que Blackpink Area, una tienda pop-up del concepto de Square Up estará abierta para los fanes el 16 de junio, en el mismo lugar donde Blackpink House fue filmado, por 9 días, del 16 de junio al 24 de junio.

## Lista de canciones
| Square Up |                            |                    |                              |                             |          |  |
| N.º       | Título                     | Letras             | Música                       | Arreglo                     | Duración |  |
| 1.        | «뚜두뚜두 (Ddu-Du Ddu-Du)» | Teddy              | Teddy, 24, R.Tee, Bekuh BOOM | Teddy, 24, R.Tee            | 3:29     |  |
| 2.        | «Forever Young»            | Teddy              | Teddy, Future Bounce         | Teddy, Future Bounce, R.Tee | 3:57     |  |
| 3.        | «Really»                   | Teddy, Danny Chung | Teddy, Choice37              | Choice37                    | 3:18     |  |
| 4.        | «See U Later»              | Teddy              | Teddy, R.Tee, 24             | R.Tee, 24                   | 3:19     |  |
| 13:23     |                            |                    |                              |                             |          |  |

## Reconocimientos

### Premios y nominaciones
| Año  | Evento                | Premio              | Resultado | Ref.   |
| ---- | --------------------- | ------------------- | --------- | ------ |
| 2018 | Korean Updates Awards | Mejor álbum del año | Nominado  | [ 18 ] |
| 2019 | Soompi Awards         | Mejor álbum del año | Nominado  | [ 19 ] |

### Listados
| Publicación | Lista                            | Ranking | Ref.   |
| ----------- | -------------------------------- | ------- | ------ |
| Idolator    | The 10 Best K-Pop Albums Of 2018 | 8º      | [ 20 ] |

## Certificaciones
| País                                               | Organismo certificador | Certificación | Ventas certificadas | Ref.   |
| Ventas                                             | Ventas                 | Ventas        | Ventas              | Ventas |
| -------------------------------------------------- | ---------------------- | ------------- | ------------------- | ------ |
| Corea del Sur                                      | KMCA                   | Platino       | 250,000*            | [ 21 ] |
| *Cifras de ventas basadas solo en certificaciones. |                        |               |                     |        |

## Historial de lanzamiento
| Región        | Fecha               | Formatos         | Discográfica                  |
| ------------- | ------------------- | ---------------- | ----------------------------- |
| Mundo         | 15 de junio de 2018 | Descarga digital | YG Entertainment, Genie Music |
| Corea del Sur | 20 de junio de 2018 | CD               | YG Entertainment, Genie Music |